# Lista över ledamöter av Sveriges riksdags andra kammare 1953–1956
Ledamöter av Sveriges riksdags andra kammare 1953–1956.
Ledamöterna invaldes vid valet till andra kammaren 21 september 1952, men nyinvalda tillträdde sina riksdagsplatser först 1953.

## Stockholms stad
- Elis Håstad, professor statskunskap, h
- Elsa Ewerlöf, fru, h
- Folke Kyling, ombudsman, h
- Erik Nygren, direktör, h
- Bertil Ohlin, professor nationalekonomi, fp
- Gerda Höjer, ombudsman, fp
- Gustaf Kollberg, direktör ICA, fp
- Folke Nihlfors, aktuarie, fp
- Einar Rimmerfors, socialsekreterare,  fp
- Martin Larsson, möbelsnickare, fp
- Ruth Ager, rektor, fp
- C.W. Carlsson, direktör, fp
- Olle Dahlén, sekreterare, fp
- Tage Erlander, s
- Torsten Nilsson, partisekreterare SAP, s
- Disa Västberg, förbundsordförande, s
- Frans Severin, chefredaktör Aftontidningen, s
- Sture Henriksson, ombudsman, s
- Hans Gustafsson, metallarbetare, s
- Nancy Eriksson, fru, s
- Emil Malmborg, ombudsman, s
- Carl Lindberg, ombudsman, s
- Hilding Hagberg, redaktör Ny Dag, k
- Gustav Johansson, chefredaktör Ny Dag, k

## Stockholms län
- Jarl Hjalmarson, direktör, h
- Emanuel Birke, grosshandlare, h
- Hjalmar Åhman, hemmansägare, fp
- Margit Vinge, aktuarie, fp
- Gunnar Helén, redaktör, fp
- Samuel Norrby, kyrkoherde, fp
- Eskil Eriksson, f.d. lantarbetare, s
- Adolf Wallentheim, sekreterare, s
- Arthur Sköldin, metallarbetare, s
- Sven Hedqvist, metallarbetare, s
- Gunnel Olsson, folkskollärare, s
- Carl-Erik Johansson, parkförman, s

## Uppsala län
- Henrik Munktell, professor, h
- Edvin Jacobsson, lantbrukare, fp
- John Lundberg, ombudsman SAP, s
- Ragnar Edenman, fil. dr, s
- Eivor Wallin, fru, s

## Södermanlands län
- Harald Andersson, lantbrukare, bf
- Sven Wedén, disponent, fp
- Karl Kilsmo, lantbrukare, fp
- Ossian Sehlstedt, chefredaktör, s
- Gustaf Larsson, lantarbetare, s
- Ellen Svedberg, fru, s
- Ragnar Ekström, hemmansägare, s

## Östergötlands län
- Martin Skoglund, lantbrukare, h
- Karin Wetterström, fröken, h
- Ivar Johansson, lantbrukare, bf
- Paul Bergstrand, överläkare, fp (avled 1952)
- Sigvard Rimås, lantbrukare, fp
- Karl Ward, chefredaktör Östergötlands Folkblad, s
- Elsa Johansson, väverska, s
- Carl Hoppe, kontraktsprost, s
- Fridolf Thapper, metallarbetare, s
- Ingemar Andersson, redaktör, s
- Sven Persson, lantarbetare, s

## Jönköpings län
- Torgil von Seth, greve, fideikommissarie, h
- John Pettersson, lantbrukare, bf
- Gustaf Svensson i Vä, lantbrukare, bf
- Helga Sjöstrand, fru, fp
- Yngve Hamrin, chefredaktör, fp
- Erik Fast, möbelsnickare, s
- Abel Andersson, hemmansägare, s
- Edvin Gustafsson, f.d. banvakt, s
- Harald Almgren, metallarbetare, s

## Kronobergs län
- Erik Magnusson, hemmansägare, h
- Fridolf Jansson, hemmansägare, bf
- Erik Strandh, revisor, fp
- Hjalmar Gustafson, lantbrukare, s
- Fritz Persson, ombudsman SAP, s

## Kalmar län
- Einar Haeggblom, lantbrukare, h
- Sven A. Svensson, hemmansägare, h
- Arvid Jonsson, lantbrukare, bf
- Gunnar Ericsson, lantbrukare, bf
- Sigfrid Nordkvist, överlärare, fp
- Tekla Torbrink, fru, s
- Eric Johanson, typograf, s
- Ejnar Johanson, snickare, s

## Gotlands län
- Per Svensson, lantbrukare, bf
- Johan Ahlsten, lantbrukare, fp
- Bengt Arweson, fiskare, s

## Blekinge län
- Pehr Johnsson i Kastanjegården, lantbrukare, fp
- Olaus Nyberg, redaktör, fp
- Ture Andersson, metallarbetare, s
- Erik Karlsson, rörmontör, s
- Thyra Löfqvist, fru, s

## Kristianstads län
- Jöns Nilsson, fruktodlare, h
- Sam Norup, lantbrukare, bf
- Filip Kristensson, köpman, fp
- Edvard Mårtensson, lantbrukare, fp
- Thorwald Ekdahl, folkskollärare, s
- Gunnar Engkvist, målarmästare, s
- Karl Jönsson, f.d. lantarbetare, s
- Etty Eriksson, fru, s

## Fyrstadskretsen
- Erik Hagberg, chefredaktör Skånska Aftonbladet, h
- Jean Braconier, redaktör, h
- Eva Karlsson, folkskollärare, h
- Carl Christenson, köpman, fp
- Sigfrid Löfgren, disponent, fp
- Olof Andersson i Malmö, ombudsman SAP, s
- Karl Bergström, chefredaktör Skånska Socialdemokraten, s
- Gösta Netzén, chefredaktör Arbetet, s
- Karl Nilsson, vaktmästare, s
- Erik Adamsson, expeditör, s
- Johannes Blidfors, seminarielärare, s

## Malmöhus län
- Eric Nilsson, agronom, h
- Nils G. Hansson i Skegrie, lantbrukare, bf
- Stig Hansson, lantbrukare, bf
- Eric Nelander, underinspektör, fp
- Per Edvin Sköld, f.d. minister, s
- Axel Landgren, lantarbetare, s
- Åke Olofsson, redaktör, s
- Hans Levin, fiskare, s

## Hallands län
- Gustaf Nilson, godsägare, h
- Anders Pettersson, lantbrukare, bf
- Nils Nestrup, adjunkt, fp
- Tore Bengtsson, ombudsman, s
- Ingemund Bengtsson, ombudsman, s

## Göteborg
- Walter Edström, direktör, h
- Bertil von Friesen, läkare, fp
- Sven Gustafson, bankkamrer, fp
- Carl Schmidt, civilingenjör, fp
- Brita Elmén, inspektris, fp
- Ture Königson, verkstadsarbetare, fp
- Rolf Edberg, chefredaktör Ny Tid, s
- Olof Nilsson i Göteborg, trafikinspektör Göteborgs spårvägar, s
- Märta Öberg, kassörska, s
- Jerker Svensson, förbundsordförande, s
- Olof Andreasson, linjearbetare, s
- Knut Senander, f.d. tulltjänsteman, k

## Bohuslän
- Ernst Staxäng (tidigare Olsson), lantbrukare, h
- Carl Olof Carlsson, lantbrukare, bf
- Waldemar Svensson, agronom, fp
- Birger Utbult, föreståndare, fp
- Wiktor Mårtensson, överrevisor, s
- Gösta Andersson, pappersbruksarbetare, s
- Carl Johansson, lantbrukare, s

## Älvsborgs läns norra
- James Dickson, godsägare, h
- Axel Rubbestad, statsråd, bf
- Bengt Sjölin, överingenjör, fp
- Sven Antby, lantbrukare, fp
- Patrik Svensson, boktryckare, s
- Artur Lundqvist, maskinist, s

## Älvsborgs läns södra
- Alarik Hagård, lasarettsyssloman, h
- Torsten Andersson, redaktör, bf
- Axel Gustafsson i Borås, pastor, fp
- John Ericsson i Kinna, f.d. textilarbetare, statsråd, s
- Einar Andersson i Hyssna, lantbrukare, s

## Skaraborgs län
- Rolf Eliasson, lantmästare, h
- Johannes Onsjö (tidigare Johansson), lantbrukare, bf
- Gunnar Larsson, lantbrukare, c
- Oscar Malmborg, folkskollärare, fp
- Harry Carlsson, fabrikör, fp
- Walter Sundström, folkskollärare, s
- Nils Odhe, lantarbetare, s
- Lisa Johansson, barnavårdsman, s

## Värmlands län
- Leif Cassel, lantbrukare, h
- Holger Adolfsson, lantbrukare, bf
- Manne Ståhl, redaktör Karlstads-Tidningen, fp
- Arthur Widén, lantbrukare, fp
- Harald Hallén, prost, s
- Gustaf Nilsson, stadsbibliotekarie, s
- August Spångberg, järnvägsman, s
- Arvid Andersson, småbrukare, s
- Viola Sandell, fröken, s

## Örebro län
- H. Nordqvist, direktör, h
- Karl Andersson i Björkäng, småbrukare, s
- Ruben Swedberg, pastor, fp
- Gösta Åqvist, direktör, fp
- Erik Brandt, pappersbruksarbetare, s
- Henry Allard, annonschef, s
- Axel Jansson, ombudsman, s (övergick 1954 till första kammaren)
  - ersatt av: Lena Renström-Ingenäs, folkskollärare, s (från 1954)

## Västmanlands län
- Sven Vigelsbo, lantbrukare, bf
- Olov Rylander, borgmästare Västerås, fp
- Ingrid Andrén, fru, fp
- David Hall, ombudsman SAP, s
- Elin Eriksson, slöjdlärare, s
- Hernfrid Bark, folkskollärare, s
- Ernst Jacobsson, rådman, s

## Kopparbergs län
- Birger Gezelius, advokat, h
- Robert Jansson, lantbrukare, bf
- Anders Olsson, redaktör, fp
- Olof Hammar, rektor, fp
- Erik Östrand, järnbruksarbetare, s
- Elsa Lindskog, fru, s
- Sven Mellqvist, förste kontorist, s
- Torsten Fredriksson, ombudsman, s
- Olof Persson, skogsarbetare, s

## Gävleborgs län
- Per Persson i Norrby, lantbrukare, bf
- Nils Stenberg, köpman, fp
- Edith Liljedahl, distriktssköterska, fp
- Adolv Olsson, chef Statens byggnadslånebyrå, s
- Per Orgård (tidigare Persson), lantbrukare, s
- Sigurd Lindholm, ombudsman SAP, s
- Einar Asp, åkeriägare, s
- Erik Severin, ombudsman, s
- Gerda Nilsson, fru, k

## Västernorrlands län
- Nils Fröding, häradshövding, h
- Gunnar Hedlund, VD, bf
- John R. Andersson i Sundsvall, folkskollärare, fp
- Fridolf Johansson, brukstjänsteman, fp
- Erik Norén, jordbrukare, s
- Lars Jonsson, f.d. skogsarbetare, s
- John Andersson, svarvare, s
- Alf Andersson, sulfitarbetare, s
- Harald Kärrlander, ombudsman, s

## Jämtlands län
- Nils Agerberg, sekreterare, h
- Algot Gunnarsson i Nälden, disponent, fp (till 1952)
- Sigfrid Jonsson, skogsarbetare, s
- Helge Lindström, lantbrukare, s
- Birger Nilsson, ombudsman, s

## Västerbottens län
- Carl Östlund, lantbrukare, h
- Helmer Johansson, lantbrukare, bf
- Ragnhild Sandström, folkskollärare, fp
- Henning Gustafsson, kommunalarbetare, fp
- Gösta Skoglund, folkskollärare, s
- Oskar Åkerström, pappersmassearbetare, s
- Uddo Jacobson, handlande, s

## Norrbottens län
- Märta Boman, fru, h
- Harald Larsson, skogsinspektor, bf
- John G. Löfroth, bokhållare, fp
- Ivar Jansson, folkskollärare, s
- Hildur Ericsson, lärarinna, s
- Olof Gavelin, gruvarbetare, s
- Olof Wiklund, sågverksarbetare, s
- Helmer Holmberg, chefredaktör Norrskensflamman, k